# Hambrey-Kliffs
Die Hambrey-Kliffs sind Kliffs auf der westantarktischen James-Ross-Insel. Sie erstrecken sich über eine Länge von 3 km von der südwestlichen Ecke des Davies Dome bis zum Baloo Col am nordöstlichen Ufer der Whisky Bay.
Das UK Antarctic Place-Names Committee benannte sie 2006 nach dem walisischen Glaziologen Michael John Hambrey (* 1948), der in Zusammenarbeit mit dem British Antarctic Survey von 2001 bis 2002 und von 2005 bis 2006 Feldforschungsarbeiten auf der James-Ross-Insel durchgeführt hatte.